# Coppa Bernocchi 1940
La Coppa Bernocchi 1940, ventiduesima edizione della corsa, si svolse il 15 settembre 1940 su un percorso di 160,8 km con partenza e arrivo a Legnano. Fu vinta dall'italiano Aldo Bini, che completò il percorso in 4h08'15", alla media di 38,864 km/h, precedendo in volata i connazionali Cino Cinelli e Adolfo Leoni. Conclusero la prova, riservata a professionisti e indipendenti, 35 dei 56 ciclisti al via.

## Percorso
La gara si svolse su un circuito pianeggiante di 6,7 km a Legnano (sede della società organizzatrice, l'Unione Sportiva Legnanese) da ripetere 24 volte, a totalizzare 160,8 km di percorso. Il traguardo era posto in corso Sempione.

## Ordine d'arrivo (Top 10)
| Pos. | Corridore             | Squadra     | Tempo    |
| ---- | --------------------- | ----------- | -------- |
| 1    | Aldo Bini             | Bianchi     | 4h08'15" |
| 2    | Cino Cinelli          | Bianchi     | s.t.     |
| 3    | Adolfo Leoni          | Bianchi     | s.t.     |
| 4    | Pierino Favalli       | Legnano     | s.t.     |
| 5    | Olimpio Bizzi         | Bianchi     | s.t.     |
| 6    | Severino Canavesi     | Gloria      | s.t.     |
| 7    | Osvaldo Bailo         | Gerbi       | s.t.     |
| 8    | Enrico Mara           | C. Battisti | s.t.     |
| 9    | Serafino Santambrogio | D. Vismara  | s.t.     |
| 10   | Pietro Rimoldi        | Olympia     | s.t.     |